# Procol's Ninth
Procol's Ninth è il nono album dei Procol Harum, pubblicato nel 1975.

## Tracce
1. Pandora's Box
2. Fool's Gold
3. Taking The Time
4. The Unquiet Zone
5. The Final Thrust
6. I Keep Forgetting'
7. Without a Doubt
8. The Piper's Tune
9. Typewriter Torment
10. Eight Days a Week

## Formazione
- Chris Copping - organo
- Alan Cartwright - basso
- B.J. Wilson - batteria
- Mick Grabham - chitarra
- Gary Brooker - pianoforte e voce
- Keith Reid - testi